# Lichtspielhaus
Lichtspielhaus è il secondo album video del gruppo musicale tedesco Rammstein, pubblicato il 1º dicembre 2003 dalla Motor Music.

## Descrizione
Contiene video di esibizioni in concerto, i video musicali pubblicati fino ad allora, i making of di alcuni di essi e un'intervista. Il titolo è un vecchio termine tedesco per indicare il cinema (letteralmente teatro di luce)

## Tracce
Videos
1. Du riechst so gut
2. Seemann
3. Rammstein
4. Engel
5. Du hast
6. Du riechst so gut '98
7. Stripped
8. Sonne
9. Links 2 3 4
10. Ich will
11. Mutter
12. Feuer frei!

Making of
1. Du hast
2. Du riechst so gut '98
3. Sonne
4. Links 2 3 4
5. Ich will

In Concert-Highlights
1. 100 Jahre Rammstein - Arena, Berlino 1996
2. Philipshalle Düsseldorf 1997
3. Rock am Ring Festival 1998
4. Live aus Berlin - Wuhlheide 1998
5. Big Day Out Festival - Sydney 2001
6. Velodrom, Berlin 2001

TV Trailer
1. Achtung Blitzkrieg!
2. Du hast (Trailer)
3. Links 2 3 4 (Trailer)
4. Mutter (Trailer)

## Formazione
- Christoph Doom Schneider – batteria
- Doktor Christian Lorenz – tastiera
- Richard Z. Kruspe – chitarra, voce
- Till Lindemann – voce
- Paul Landers – chitarra, voce
- Oliver Riedel – basso